# Вагнер Лопес
Вагнер Лопес (јап. 呂比須 ワグナー; 29. јануар 1969) јапански је фудбалер.

## Каријера
Током каријере је играо за Нисан, Кашива Рејсол, Хонда, Белмаре Хирацука, ФК Нагоја Грампус, Токио, Ависпа Фукуока и многе друге клубове.

## Репрезентација
За репрезентацију Јапана дебитовао је 1997. године. Наступао је на Светском првенству (1998. године) с јапанском селекцијом. За тај тим је одиграо 20 утакмица и постигао 5 голова.

## Статистика
| Јапан  | Јапан   | Јапан  |
| Година | Наступи | Голови |
| ------ | ------- | ------ |
| 1997.  | 6       | 3      |
| 1998.  | 7       | 0      |
| 1999.  | 7       | 2      |
| Укупно | 20      | 5      |

## Трофеји

### Клуб
- Лига Куп Јапана (1): 1999.